# TT159
TT159 (Theban Tomb 159) è la sigla che identifica una delle Tombe dei Nobili ubicate nell’area della cosiddetta Necropoli Tebana, sulla sponda occidentale del Nilo dinanzi alla città di Luxor, in Egitto. Destinata a sepolture di nobili e funzionari connessi alle case regnanti, specie del Nuovo Regno, l'area venne sfruttata, come necropoli, fin dall'Antico Regno e, successivamente, sino al periodo Saitico (con la XXVI dinastia) e Tolemaico.

## Titolare
TT159 era la tomba di:
| Titolare | Titolo                     | Necropoli       | Dinastia/Periodo | Note                              |
| -------- | -------------------------- | --------------- | ---------------- | --------------------------------- |
| Raia     | Quarto (?) Profeta di Amon | Dra Abu el-Naga | XIX dinastia     | sopra la TT158, a sud della TT156 |

## Biografia
Unica notizia biografica ricavabile dalle pitture parietali, il nome della moglie, Mutemwia.

## La tomba
Planimetricamente la tomba, che si apre in un ampio cortile, si presenta con forma a "T" rovesciata tipica delle sepolture del periodo, con una sala trasversale e una sala perpendicolare alla prima. 
Un corridoio dà accesso ad una camera trasversale sulle cui pareti (1 in planimetria) brani del Libro delle Porte, il defunto e la moglie dinanzi ad un pilastro Djed umanizzato e scene della processione funeraria in presenza di Simut. Sul lato corto occidentale (2), su due registri sovrapposti, ancora brani del Libro delle Porte, il defunto e la moglie (?) dinanzi a guardiani armati di coltello; scribi, preti e prefiche dinanzi alla mummia. Poco oltre (3), su tre registri, il defunto in atto di offertorio. Sul lato corto orientale (5) brani del Libro delle Porte, il defunto e la moglie dinanzi a divinità sotto un padiglione, gruppo di servi e portatori di offerte, e un prete sem dinanzi al defunto e alla moglie. Seguono (4), su quattro registri, brani del Libro delle Porte, resti di scene del defunto e della moglie dinanzi a divinità, un figlio (nome non indicato), seguito da portatori di offerte, preti in atto di offrire libagioni al defunto e il traino del sarcofago da parte di buoi.
Un corridoio, sulle cui pareti (6) è rappresentato il defunto con la moglie, immette in una sala rettangolare, con andamento perpendicolare alla precedente. Sulle pareti (7-8), solo abbozzate, scene del figlio che offre vasi per libagioni. Sul fondo (9) si trovano statue sedute del defunto e della moglie; sulla parete un uomo in adorazione..

### Annotazioni
1. ↑  La numerazione dei locali e delle pareti segue quella di Porter e Moss 1927, p. 264.
2. ↑  La prima numerazione delle tombe, dalla numero 1 alla 253, risale al 1913 con l’edizione del "Topographical Catalogue of the Private Tombs of Thebes" di Alan Gardiner e Arthur Weigall. Le tombe erano numerate in ordine di scoperta e non geografico; ugualmente in ordine cronologico di scoperta sono le tombe dalla 253 in poi.
3. ↑  I campi della Duat, ovvero l'aldilà egizio, si trovavano, secondo le credenze, proprio sulla riva occidentale del grande fiume.
4. ↑  Nella sua epoca di utilizzo, l'area era nota come "Quella di fronte al suo Signore" (con riferimento alla riva orientale, dove si trovavano le strutture dei Palazzi di residenza dei re e i templi dei principali dei) o, più semplicemente, "Occidente di Tebe".
5. ↑  le Tombe dei Nobili, benché raggruppate in un'unica area, sono di fatto distribuite su più necropoli distinte.
6. ↑  Le note, sovente di inquadramento topografico della tomba, sono tratte dal "Topographical Catalogue" di Gardiner e Weigall, ed. 1913 e fanno perciò riferimento alla situazione dell'epoca.
7. ↑  Nell'anno XX di regno di Amenhotep III, Simut era Quarto Profeta di Amon. Venne promosso al rango di Secondo Profeta nell'anno XXIV. Simut fu anche Supervisore della Casa dell'argento e Firmatario di tutti i contratti di Karnak. Una sua immagine si trova nella TT55 di Ramose; l'ubicazione della sua tomba, pure scoperta nel XIX secolo, è oggi sconosciuta
8. ↑  Il "sem" era il prete, o l'erede, cui competeva la cerimonia di apertura della bocca per consentire al defunto di vivere pienamente della Duat.

### Fonti
1. ↑  Gardiner e Weigall 1913.
2. ↑  Donadoni 1999,  p. 115.
3. ↑  Porter e Moss 1927,  p. 266.
4. ↑  Gardiner e Weigall 1913, pp. 30-31.
5. ↑  Gardiner e Weigall 1913, p. 31.
6. ↑  Porter e Moss 1927,  p. 271.
7. ↑  Porter e Moss 1927,  pp. 271-273.